# 太古宗
太古宗（たいこしゅう）は正式名称を韓国仏教太古宗(韓国仏教太古宗（朝鮮語: 한국불교태고종）といい朝鮮仏教第二位の宗派である。
朝鮮仏教では「出家」を重視して僧侶妻帯を認めないが、この宗派は僧侶妻帯を認めている。
これは日本統治時代の日本仏教を模倣したものと思われる。本山はソウルの奉元寺である。
太古宗は 1970年1月に真宗（薄待輪）を宗長として始まった大韓民国の仏教団体である。朝鮮戦争以後、日本統治下によって発生した妻帯僧と伝統的な非妻帯の比丘僧が衝突する過程で生まれたれた宗教団体である。
1970年4月8日、ソウル特別市西大門区忠正路51-7で大宗師真宗が開創を宣言した。釈迦牟尼仏を本尊とし、太古普愚を宗祖、金剛経を教義経典とする。宗旨は釈迦の自覚覚他覚行円満行という根本教理を奉体し、太古宗祖の宗風を宣揚して、見性成仏伝法度生を宗旨としている。
太古宗によると、372年（高句麗の小獣林王2年）、中国より伝来された朝鮮初期の太古普愚を宗祖としてその法脈を引き継ぐという。
宗教団体韓国仏教太古宗の機構としては、宗長下に総務院・監査院・宗会、賞罰・法規・告示の3委員会を置き、総務院下に5部3課がある。また、総務院下に各寺宗務院と教会があって、総務院長は宗会の選挙で選出され宗長の承認を得て就任する。宗議員は選挙された上で宗長が任命する。信徒組織としては中央に全国中央信徒会があり、地方に総務院配下として地方信徒会が存在する。
教育文化事業の一環として、1972年2月に仏教聖典(불교성전)の刊行した、機関誌として月刊仏教(월간불교)を発行している。
布教活動は春と秋に教育者特別修練大会を開催して鍾路区、司諫洞法輪寺をはじめとして各教会は日曜日に定期法会を主催している。
この記述には、ダウムからGFDLまたはCC BY-SA 3.0で公開される百科事典『グローバル世界大百科事典』をもとに作成した内容が含まれています。